# Путь к Основанию
«Путь к Основанию» (другие варианты перевода: «На пути к Академии», «Вперёд к Основанию», англ. Forward the Foundation) — научно-фантастический роман Айзека Азимова, опубликованный в апреле 1993 года. Наряду с романом «Прелюдия к Основанию», является приквелом к серии «Основание».

## Сюжет
Действие разворачивается спустя восемь лет с момента событий «Прелюдии к Основанию» — в 12 028 году Галактической Эры (Г.Э.). Гэри Селдон продолжает работу над концепцией психоистории при тайной поддержке премьер-министра Эдо Демерзеля (который на самом деле является роботом Р. Дэниелом Оливо), стремясь сделать из этой гипотетической теории практический инструмент для влияния на события в масштабе всей Галактики.
На планете Трантор, являющейся столицей Галактической Империи, набирает силу движение под руководством Ласкина Джоранума, который с помощью демагогических призывов к социальной справедливости нацелен сместить Демерзеля и стать премьер-министром, а затем — и королём. Это грозит Империи гражданской войной и волнениями, которые уничтожат это государственное образование и не позволят завершить разработку концепции психоистории. В то же время Оливо на своём посту всё труднее совмещать принятие решений, влияющих на жизнь Империи, и нулевой закон робототехники (робот не может нанести вред всему человечеству). Гэри Селдон находит способ справиться с угрозой со стороны Джоранума, которого в итоге отправляют в ссылку на изолированную планету, где он впоследствии умирает. После разрешения кризиса Клеон I назначает Селдона новым премьер-министром, чему способствует и Демерзель.
12 038 год Г.Э. С целью свергнуть правительство Селдона остатки джоранумитов занимаются саботажем инфраструктуры планеты. В ответ премьер-министр направляет своего приёмного сына Рейча Селдона в качестве шпиона внутрь движения, но его разоблачают. С помощью сильного наркотика Рейча делают соучастником покушения на своего приёмного отца, но убийство удаётся предотвратить с помощью офицера службы безопасности Манеллы Дюбанкуа. Тем не менее, император Клеон I становится жертвой последующего покушения со стороны садовника.
12 048 год Г.Э. После смерти Клеона I правившая Империей двести лет династия Энтунов отстраняется от власти военной хунтой. Психоисторический проект достигает значительного прогресса, во многом благодаря математическим расчётам Тамвиля Элара. Селдон уходит в отставку, возвратившись в университет для продолжения работы над психоисторией, интерес к которой возник ещё во времена Клеона I. Участникам проекта удаётся сделать некоторые прогнозы о ближайшем будущем Империи. Чтобы лучше контролировать психоисторию, хунта планирует избавиться от Селдона, для чего её агент (которым оказывается Элар) убивает жену и защитника Селдона — Дорс Венабили (которая также является роботом). Но Гэри своими советами новой власти удаётся ускорить её политический крах, чтобы продолжать работать над психоисторией.
12 058 год Г.Э. После свержения хунты на престол восходит дальний родственник Клеона I, Агис XIV, чья власть серьёзно ограничена парламентом. Упадок всё сильнее проявляется во многих сферах как на самом Транторе, так и по всей Галактике. Гэри Селдону для дальнейшей работы нужен открытый доступ для своих коллег по психоистории к Галактической библиотеке, но ему препятствуют сложившееся в обществе негативное отношение к себе как к «предрекателю бед» и ухудшающееся финансовое положение в Империи. Рейч со своей семьёй отправляются на планету Сантанни, лишь его дочь Ванда остается с Гэри. Вскоре он обнаруживает у неё способность влиять на человеческий разум. Воспользовавшись её талантом для решения проблемы с Галактической библиотекой, Гэри решает создать две Академии, которые обеспечат создание Второй Империи. Первая будет заниматься физическими науками с целью стать доминирующей силой в Галактике, а вторая в тайне от людей будет заниматься менталистикой и психоисторией, опекая первую.
12 069 год Г.Э. Гэри Селдон умирает на Транторе. На церемонии его похорон присутствует и бывший премьер-министр Эдо Демерзель.

## Создание
Литературные критики Джош Виммер и Аласдер Вилкинс отметили, что многие мнения и взгляды Сэлдона в книге являются автобиографичными для самого писателя. Тем самым читатель имеет возможность ознакомиться с мировоззрением Айзека Азимова к концу его жизни.
Как и предыдущие творения Айзимова, книга была коммерчески успешной, став бестселлером по версии New York Times.